# 5033 Mistral
Az 5033 Mistral (ideiglenes jelöléssel 1990 PF) a Naprendszer kisbolygóövében található aszteroida. Eric Walter Elst fedezte fel 1990. augusztus 15-én.